# 13e eeuw v.Chr.
De 13e eeuw v.Chr. (van de christelijke jaartelling) is de 13e periode van 100 jaar, dus bestaande uit de jaren 1300 tot en met 1201 v.Chr. De 13e eeuw v.Chr. behoort tot het 2e millennium v.Chr.

## Ontwikkelingen en langjarige gebeurtenissen
Opmerking: Omdat in deze tijd de dateringen meestal niet veel nauwkeuriger zijn dan plusminus enkele jaren, worden in deze tijd de gebeurtenissen per decennium weergegeven.
Midden-Oosten
- Fenicië is de grootste zeevarende natie van deze tijd. Cederhout is een van hun belangrijkste exportproducten in de handel met de kuststeden van de Middellandse Zee. Ook hars van de libanonceder wordt verhandeld en wordt in het Oude Egypte gebruikt om doden te mummificeren.
- De late datering in de Bijbelse chronologie van de tijd van Mozes (rond 1300 v.Chr.), inclusief de uittocht uit Egypte en de Wet van Mozes voor de Israëlieten zoals vermeld in de verhalen van de Hebreeuwse Bijbel
- In zijn 66-jarige regering weet farao Ramses II de vrede in zijn land te herstellen en de cultuur te hervormen.

Europa
- In heel Europa ontstaat vrij plotseling de urnenveldencultuur doordat men overstapt op crematie, mogelijk door nieuwe religieuze inzichten. Op de Boshoverheide bevindt zich het grootste teruggevonden urnenveld uit de Lage Landen, maar dat zou tussen 1100 en 700 v.Chr. zijn gebruikt.
- In het skelet van de Krabbeplasman is het oudste menselijke DNA aangetroffen dat ooit in de Lage Landen is gevonden.
- Het tempeltje van Barger-Oosterveld speelt een rol bij rituelen in het veen

## Belangrijke personen
- Ramses II, derde farao van de 19e dynastie van Egypte
- Merenptah, vierde farao van de 19e dynastie van Egypte
- Amenmesses, vijfde farao van de 19e dynastie van Egypte

### Mythische personen
- Hercules, figuur uit de Griekse mythologie, werd op basis van een datering van een maansverduistering mogelijk geboren in 1251 v.Chr.
- Helena, figuur uit de Griekse mythologie, werd rond 1225 v.Chr. geboren als de dochter van Tyndareos, koning van Sparta (Griekenland), en Leda

<< · 1299-1290 · 1289-1280 · 1279-1270 · 1269-1260 · 1259-1250 · 1249-1240 · 1239-1230 · 1229-1220 · 1219-1210 · 1209-1200 · >>
<< · 20e · 19e · 18e · 17e · 16e · 15e · 14e · 13e · 12e · 11e · >>